# Gucci Mane/Diskografie
Diese Diskografie ist eine Übersicht über die musikalischen Werke des US-amerikanischen Rappers Gucci Mane. Den Schallplattenauszeichnungen zufolge hat er bisher mehr als 69,4 Millionen Tonträger verkauft, davon alleine in seiner Heimat mehr als 62 Millionen. Seine erfolgreichste Veröffentlichung ist die Single Black Beatles mit über zwölf Millionen verkauften Einheiten.

## Alben

### Studioalben
| Jahr | Titel Musiklabel                                             | Höchstplatzierung, Gesamtwochen, AuszeichnungChartplatzierungen (Jahr, Titel, Musiklabel, Platzierungen, Wochen, Auszeichnungen, Anmerkungen) | Höchstplatzierung, Gesamtwochen, AuszeichnungChartplatzierungen (Jahr, Titel, Musiklabel, Platzierungen, Wochen, Auszeichnungen, Anmerkungen) | Höchstplatzierung, Gesamtwochen, AuszeichnungChartplatzierungen (Jahr, Titel, Musiklabel, Platzierungen, Wochen, Auszeichnungen, Anmerkungen) | Höchstplatzierung, Gesamtwochen, AuszeichnungChartplatzierungen (Jahr, Titel, Musiklabel, Platzierungen, Wochen, Auszeichnungen, Anmerkungen) | Höchstplatzierung, Gesamtwochen, AuszeichnungChartplatzierungen (Jahr, Titel, Musiklabel, Platzierungen, Wochen, Auszeichnungen, Anmerkungen) | Anmerkungen                                                  |
| Jahr | Titel Musiklabel                                             | DE | AT | CH | UK | US | Anmerkungen                                                  |
| ---- | ------------------------------------------------------------ | --- | --- | --- | --- | --- | ------------------------------------------------------------ |
| 2005 | Trap House Big Cat Records                                   | — | — | — | — | US101 (7 Wo.)US | Erstveröffentlichung: 24. Mai 2005                           |
| 2006 | Hard to Kill Big Cat Records                                 | — | — | — | — | US76 (2 Wo.)US | Erstveröffentlichung: 24. Oktober 2006                       |
| 2007 | Trap-A-Thon Big Cat Records                                  | — | — | — | — | US69 (4 Wo.)US | Erstveröffentlichung: 25. September 2007                     |
| 2007 | Back to the Trap House Atlantic Records (WMG)                | — | — | — | — | US57 (12 Wo.)US | Erstveröffentlichung: 11. Dezember 2007                      |
| 2009 | Murder Was the Case Big Cat Records                          | — | — | — | — | US23 (6 Wo.)US | Erstveröffentlichung: 5. Mai 2009                            |
| 2009 | The State vs. Radric Davis Warner Bros. Records (WMG)        | — | — | — | — | US10 Platin · (26 Wo.)US | Erstveröffentlichung: 8. Dezember 2009 Verkäufe: + 1.000.000 |
| 2010 | The Appeal: Georgia’s Most Wanted Warner Bros. Records (WMG) | — | — | — | — | US4 (7 Wo.)US | Erstveröffentlichung: 28. September 2010                     |
| 2011 | The Return of Mr. Zone 6 Warner Bros. Records (WMG)          | — | — | — | — | US18 (5 Wo.)US | Erstveröffentlichung: 22. März 2011                          |
| 2016 | Everybody Looking Atlantic Records (WMG)                     | — | — | — | — | US2 Gold · (16 Wo.)US | Erstveröffentlichung: 22. Juli 2016                          |
| 2016 | The Return of East Atlanta Santa Atlantic Records (WMG)      | — | — | — | — | US16 (27 Wo.)US | Erstveröffentlichung: 16. Dezember 2016 Verkäufe: + 500.000  |
| 2017 | Mr. Davis Atlantic Records (WMG)                             | — | — | — | UK77 (1 Wo.)UK | US2 Platin · (34 Wo.)US | Erstveröffentlichung: 13. Oktober 2017 Verkäufe: + 1.007.500 |
| 2017 | El Gato: The Human Glacier Atlantic Records (WMG)            | — | — | — | — | US28 (3 Wo.)US | Erstveröffentlichung: 22. Dezember 2017                      |
| 2018 | Evil Genius Atlantic Records (WMG)                           | — | — | — | — | US5 Platin · (20 Wo.)US | Erstveröffentlichung: 7. Dezember 2018 Verkäufe: + 1.000.000 |
| 2019 | Delusions of Grandeur Atlantic Records (WMG)                 | — | — | CH94 (1 Wo.)CH | — | US7 (5 Wo.)US | Erstveröffentlichung: 21. Juni 2019                          |
| 2019 | Woptober II Atlantic Records (WMG)                           | — | — | — | — | US9 (6 Wo.)US | Erstveröffentlichung: 18. Oktober 2019                       |
| 2019 | East Atlanta Santa 3 Atlantic Records (WMG)                  | — | — | — | — | US68 (1 Wo.)US | Erstveröffentlichung: 20. Dezember 2019                      |
| 2021 | Ice Daddy Atlantic Records (WMG)                             | — | — | — | — | US34 (2 Wo.)US | Erstveröffentlichung: 18. Juni 2021                          |
| 2023 | Breath of Fresh Air Atlantic Records (WMG)                   | — | — | — | — | US141 (1 Wo.)US | Erstveröffentlichung: 17. Oktober 2023                       |

### Kollaboalben
| Jahr | Titel Musiklabel                        | Höchstplatzierung, Gesamtwochen, AuszeichnungChartplatzierungen (Jahr, Titel, Musiklabel, Platzierungen, Wochen, Auszeichnungen, Anmerkungen) | Höchstplatzierung, Gesamtwochen, AuszeichnungChartplatzierungen (Jahr, Titel, Musiklabel, Platzierungen, Wochen, Auszeichnungen, Anmerkungen) | Höchstplatzierung, Gesamtwochen, AuszeichnungChartplatzierungen (Jahr, Titel, Musiklabel, Platzierungen, Wochen, Auszeichnungen, Anmerkungen) | Höchstplatzierung, Gesamtwochen, AuszeichnungChartplatzierungen (Jahr, Titel, Musiklabel, Platzierungen, Wochen, Auszeichnungen, Anmerkungen) | Höchstplatzierung, Gesamtwochen, AuszeichnungChartplatzierungen (Jahr, Titel, Musiklabel, Platzierungen, Wochen, Auszeichnungen, Anmerkungen) | Anmerkungen                                                |
| Jahr | Titel Musiklabel                        | DE | AT | CH | UK | US | Anmerkungen                                                |
| ---- | --------------------------------------- | --- | --- | --- | --- | --- | ---------------------------------------------------------- |
| 2011 | Ferrari Boyz Warner Bros. Records (WMG) | — | — | — | — | US21 (5 Wo.)US | Erstveröffentlichung: 9. August 2011 mit Waka Flocka Flame |
| 2011 | BAYTL Warner Bros. Records (WMG)        | — | — | — | — | — | Erstveröffentlichung: 13. Dezember 2011 mit V-Nasty        |

### Kompilationen
| Jahr | Titel Musiklabel               | Höchstplatzierung, Gesamtwochen, AuszeichnungChartplatzierungen (Jahr, Titel, Musiklabel, Platzierungen, Wochen, Auszeichnungen, Anmerkungen) | Höchstplatzierung, Gesamtwochen, AuszeichnungChartplatzierungen (Jahr, Titel, Musiklabel, Platzierungen, Wochen, Auszeichnungen, Anmerkungen) | Höchstplatzierung, Gesamtwochen, AuszeichnungChartplatzierungen (Jahr, Titel, Musiklabel, Platzierungen, Wochen, Auszeichnungen, Anmerkungen) | Höchstplatzierung, Gesamtwochen, AuszeichnungChartplatzierungen (Jahr, Titel, Musiklabel, Platzierungen, Wochen, Auszeichnungen, Anmerkungen) | Höchstplatzierung, Gesamtwochen, AuszeichnungChartplatzierungen (Jahr, Titel, Musiklabel, Platzierungen, Wochen, Auszeichnungen, Anmerkungen) | Anmerkungen                              |
| Jahr | Titel Musiklabel               | DE | AT | CH | UK | US | Anmerkungen                              |
| ---- | ------------------------------ | --- | --- | --- | --- | --- | ---------------------------------------- |
| 2008 | Hood Classics Big Cat Records  | — | — | — | — | US197 (1 Wo.)US | Erstveröffentlichung: 23. September 2008 |
| 2016 | Meal Ticket 1017 Records (WMG) | — | — | — | — | — | Erstveröffentlichung: 29. April 2016     |
| 2016 | Tru Colors 1017 Records (WMG)  | — | — | — | — | — | Erstveröffentlichung: 13. Mai 2016       |
| 2022 | So Icy Gang: The Reup          | — | — | — | — | US39 (1 Wo.)US | Erstveröffentlichung: 17. Juni 2022      |

### Mixtapes
| Jahr | Titel                                               | Höchstplatzierung, Gesamtwochen, AuszeichnungChartplatzierungen (Jahr, Titel, Platzierungen, Wochen, Auszeichnungen, Anmerkungen) | Höchstplatzierung, Gesamtwochen, AuszeichnungChartplatzierungen (Jahr, Titel, Platzierungen, Wochen, Auszeichnungen, Anmerkungen) | Höchstplatzierung, Gesamtwochen, AuszeichnungChartplatzierungen (Jahr, Titel, Platzierungen, Wochen, Auszeichnungen, Anmerkungen) | Höchstplatzierung, Gesamtwochen, AuszeichnungChartplatzierungen (Jahr, Titel, Platzierungen, Wochen, Auszeichnungen, Anmerkungen) | Höchstplatzierung, Gesamtwochen, AuszeichnungChartplatzierungen (Jahr, Titel, Platzierungen, Wochen, Auszeichnungen, Anmerkungen) | Anmerkungen                                                                                  |
| Jahr | Titel                                               | DE | AT | CH | UK | US | Anmerkungen                                                                                  |
| ---- | --------------------------------------------------- | --- | --- | --- | --- | --- | -------------------------------------------------------------------------------------------- |
| 2006 | Chicken Talk                                        | — | — | — | — | — | Erstveröffentlichung: 11. Oktober 2006                                                       |
| 2007 | Ice Attack                                          | — | — | — | — | — | Erstveröffentlichung: 26. Februar 2007                                                       |
| 2007 | Ice Attack 2                                        | — | — | — | — | — | Erstveröffentlichung: 20. Juni 2007                                                          |
| 2007 | Bird Flu (Southern Slang)                           | — | — | — | — | — | Erstveröffentlichung: 10. September 2007                                                     |
| 2007 | No Pad, No Pencil                                   | — | — | — | — | — | Erstveröffentlichung: 10. November 2007                                                      |
| 2007 | Guapaholics                                         | — | — | — | — | — | Erstveröffentlichung: 8. Dezember 2007 mit Shawty Lo                                         |
| 2008 | EA Sportscenter                                     | — | — | — | — | — | Erstveröffentlichung: 1. Mai 2008                                                            |
| 2008 | Mr. Perfect                                         | — | — | — | — | — | Erstveröffentlichung: 22. Mai 2008                                                           |
| 2008 | Definition of a G                                   | — | — | — | — | — | Erstveröffentlichung: 9. Juni 2008 mit Yo Gotti                                              |
| 2008 | Gucci Sosa                                          | — | — | — | — | — | Erstveröffentlichung: 17. August 2008                                                        |
| 2008 | From Zone 6 to Duva                                 | — | — | — | — | — | Erstveröffentlichung: 28. August 2008                                                        |
| 2008 | The Movie                                           | — | — | — | — | — | Erstveröffentlichung: 16. September 2008                                                     |
| 2009 | Bird Flu: Part 2                                    | — | — | — | — | — | Erstveröffentlichung: 27. Januar 2009                                                        |
| 2009 | Bird Money                                          | — | — | — | — | US172 (1 Wo.)US | Erstveröffentlichung: 17. März 2009                                                          |
| 2009 | Writing on the Wall                                 | — | — | — | — | — | Erstveröffentlichung: 25. Mai 2009                                                           |
| 2009 | The Movie: Part 2 (The Sequel)                      | — | — | — | — | — | Erstveröffentlichung: 22. Juli 2009                                                          |
| 2009 | The Burrprint (The Movie 3D)                        | — | — | — | — | — | Erstveröffentlichung: 9. Oktober 2009                                                        |
| 2009 | The Cold War: Part 1 (Guccimerica)                  | — | — | — | — | — | Erstveröffentlichung: 17. Oktober 2009                                                       |
| 2009 | The Cold War: Part 2 (Great Brrritain)              | — | — | — | — | — | Erstveröffentlichung: 17. Oktober 2009                                                       |
| 2009 | The Cold War: Part 3 (Brrrussia)                    | — | — | — | — | — | Erstveröffentlichung: 17. Oktober 2009                                                       |
| 2010 | Burrrprint (2) HD                                   | — | — | — | — | US19 (9 Wo.)US | Erstveröffentlichung: 13. März 2010                                                          |
| 2010 | Mr. Zone 6                                          | — | — | — | — | — | Erstveröffentlichung: 19. Juni 2010                                                          |
| 2010 | Jewelry Selection                                   | — | — | — | — | — | Erstveröffentlichung: 17. August 2010                                                        |
| 2010 | Ferrari Music                                       | — | — | — | — | — | Erstveröffentlichung: 9. September 2010                                                      |
| 2010 | Buy My Album                                        | — | — | — | — | — | Erstveröffentlichung: 23. September 2010                                                     |
| 2011 | Gucci 2 Time                                        | — | — | — | — | — | Erstveröffentlichung: 14. Januar 2011                                                        |
| 2011 | Bricksquad Mafia                                    | — | — | — | — | — | Erstveröffentlichung: 5. Februar 2011 mit 1017 Brick Squad                                   |
| 2011 | 458 Italia                                          | — | — | — | — | — | Erstveröffentlichung: 20. Mai 2011 mit Waka Flocka Flame                                     |
| 2011 | Writings on the Wall 2                              | — | — | — | — | — | Erstveröffentlichung: 5. Juli 2011                                                           |
| 2011 | Free Bricks                                         | — | — | — | — | — | Erstveröffentlichung: 29. Juli 2011 mit Future                                               |
| 2012 | Trap Back                                           | — | — | — | — | — | Erstveröffentlichung: 5. Februar 2012                                                        |
| 2012 | ATL Dons                                            | — | — | — | — | — | Erstveröffentlichung: 8. August 2012 mit Rocko                                               |
| 2012 | Trap God                                            | — | — | — | — | — | Erstveröffentlichung: 17. Oktober 2012                                                       |
| 2013 | Trap God 2                                          | — | — | — | — | — | Erstveröffentlichung: 12. Februar 2013                                                       |
| 2013 | Free Bricks 2                                       | — | — | — | — | — | Erstveröffentlichung: 28. Februar 2013 mit Young Scooter                                     |
| 2013 | EastAtlantaMemphis                                  | — | — | — | — | — | Erstveröffentlichung: 15. März 2013 mit Young Dolph                                          |
| 2013 | Trap Back 2                                         | — | — | — | — | — | Erstveröffentlichung: 15. März 2013                                                          |
| 2013 | Money, Pounds, Ammunition                           | — | — | — | — | — | Erstveröffentlichung: April 2013 mit Peewee Longway                                          |
| 2013 | Trap House III                                      | — | — | — | — | US88 (3 Wo.)US | Erstveröffentlichung: 21. Mai 2013                                                           |
| 2013 | World War 3: Molly                                  | — | — | — | — | — | Erstveröffentlichung: 13. August 2013 mit Metro Boomin, Sonny Digital & Dun Deal             |
| 2013 | World War 3: Gas                                    | — | — | — | — | — | Erstveröffentlichung: 14. August 2013 mit 808 Mafia                                          |
| 2013 | World War 3: Lean                                   | — | — | — | — | — | Erstveröffentlichung: 14. August 2013 mit Mike Will Made It, Zaytoven & Honorable C.N.O.T.E. |
| 2013 | Diary of a Trap God                                 | — | — | — | — | — | Erstveröffentlichung: 11. September 2013                                                     |
| 2013 | Trust God Fuck 12                                   | — | — | — | — | — | Erstveröffentlichung: 17. Oktober 2013 mit Rich Homie Quan                                   |
| 2013 | The State vs. Radric Davis II: The Caged Bird Sings | — | — | — | — | — | Erstveröffentlichung: 25. Dezember 2013                                                      |
| 2014 | Young Thugga Mane La Flare                          | — | — | — | — | — | Erstveröffentlichung: 20. April 2014 mit Young Thug                                          |
| 2014 | Brick Factory Vol. 1                                | — | — | — | — | — | Erstveröffentlichung: 26. Mai 2014                                                           |
| 2014 | World War 3D: The Green Album                       | — | — | — | — | — | Erstveröffentlichung: 16. Juni 2014 mit Migos                                                |
| 2014 | World War 3D: The Purple Album                      | — | — | — | — | — | Erstveröffentlichung: 16. Juni 2014 mit Young Thug                                           |
| 2014 | World War 3D: The White Album                       | — | — | — | — | — | Erstveröffentlichung: 16. Juni 2014 mit Peewee Longway                                       |
| 2014 | Trap House 4                                        | — | — | — | — | US153 (1 Wo.)US | Erstveröffentlichung: 4. Juli 2014                                                           |
| 2014 | Felix Brothers                                      | — | — | — | — | — | Erstveröffentlichung: 17. Juli 2014 mit Young Dolph & Peewee Longway als Felix Brothers      |
| 2014 | The Oddfather                                       | — | — | — | — | — | Erstveröffentlichung: 18. Juli 2014                                                          |
| 2014 | Gucci Vs Guwop                                      | — | — | — | — | — | Erstveröffentlichung: 15. August 2014                                                        |
| 2014 | Brick Factory Vol. 2                                | — | — | — | — | — | Erstveröffentlichung: 2. September 2014                                                      |
| 2014 | The Return of Mr. Perfect                           | — | — | — | — | — | Erstveröffentlichung: 13. September 2014                                                     |
| 2014 | Trap God 3                                          | — | — | — | — | — | Erstveröffentlichung: 17. Oktober 2014                                                       |
| 2014 | Big Gucci Sosa                                      | — | — | — | — | — | Erstveröffentlichung: 30. Oktober 2014 mit Chief Keef                                        |
| 2014 | C.N.O.T.E. Vs. Gucci                                | — | — | — | — | — | Erstveröffentlichung: 24. Dezember 2014 mit Honorable C.N.O.T.E.                             |
| 2014 | East Atlanta Santa                                  | — | — | — | — | — | Erstveröffentlichung: 25. Dezember 2014                                                      |
| 2015 | 1017 Mafia: Incarcerated                            | — | — | — | — | — | Erstveröffentlichung: 3. Januar 2015                                                         |
| 2015 | Brick Factory 3                                     | — | — | — | — | — | Erstveröffentlichung: 11. Februar 2015                                                       |
| 2015 | Breakfast                                           | — | — | — | — | — | Erstveröffentlichung: 17. März 2015                                                          |
| 2015 | Lunch                                               | — | — | — | — | — | Erstveröffentlichung: 17. März 2015                                                          |
| 2015 | Dinner                                              | — | — | — | — | — | Erstveröffentlichung: 20. März 2015                                                          |
| 2015 | Trap House 5 (The Final Chapter)                    | — | — | — | — | — | Erstveröffentlichung: 6. April 2015                                                          |
| 2015 | King Gucci                                          | — | — | — | — | — | Erstveröffentlichung: 20. Mai 2015                                                           |
| 2015 | Trapology                                           | — | — | — | — | — | Erstveröffentlichung: 1. Juli 2015                                                           |
| 2015 | I’m Up                                              | — | — | — | — | — | Erstveröffentlichung: 11. Dezember 2015                                                      |
| 2015 | Mr. Clean, The Middle Man                           | — | — | — | — | — | Erstveröffentlichung: 11. Dezember 2015                                                      |
| 2015 | East Atlanta Santa 2: The Night GuWop Stole X-Mas   | — | — | — | — | — | Erstveröffentlichung: 25. Dezember 2015                                                      |
| 2016 | Mamas Basement                                      | — | — | — | — | — | Erstveröffentlichung: 27. Januar 2016 mit Zaytoven                                           |
| 2016 | C-Note vs. Gucci 2                                  | — | — | — | — | — | Erstveröffentlichung: 22. Februar 2016 mit Honorable C.N.O.T.E.                              |
| 2016 | Woptober                                            | — | — | — | — | US43 (2 Wo.)US | Erstveröffentlichung: 14. Oktober 2016                                                       |
| 2017 | Droptopwop                                          | — | — | — | — | US12 (16 Wo.)US | Erstveröffentlichung: 26. Mai 2017                                                           |
| 2020 | So Icy Summer Atlantic Records (WMG)                | — | — | — | — | US29 Gold · (22 Wo.)US | Erstveröffentlichung: 3. Juli 2020 Verkäufe: + 500.000                                       |
| 2020 | So Icy Gang Vol. 1 1017 Records (WMG)               | — | — | — | — | US46 Gold · (5 Wo.)US | Erstveröffentlichung: 16. Oktober 2020 Verkäufe: + 500.000                                   |

### Soundtracks
| Jahr | Titel Musiklabel                                  | Anmerkungen                            |
| ---- | ------------------------------------------------- | -------------------------------------- |
| 2015 | The Spot: The Soundtrack 1017 Brick Squad Records | Erstveröffentlichung: 30. Oktober 2015 |

### EPs
| Jahr | Titel Musiklabel              | Anmerkungen                                              |
| ---- | ----------------------------- | -------------------------------------------------------- |
| 2009 | Wasted: The Prequel           | Erstveröffentlichung: 4. September 2009                  |
| 2015 | Views from Zone 6             | Erstveröffentlichung: 18. Februar 2015                   |
| 2015 | Dessert                       | Erstveröffentlichung: 24. März 2015                      |
| 2016 | GucTiggy                      | Erstveröffentlichung: 22. April 2016 mit Zaytoven        |
| 2016 | Free Bricks 2: Zone 6 Edition | Erstveröffentlichung: 14. November 2016 mit Future       |
| 2016 | 1017 vs. The World            | Erstveröffentlichung: 23. November 2016 mit Lil Uzi Vert |
| 2017 | 3 for Free                    | Erstveröffentlichung: 22. Januar 2017                    |

## Singles

### Als Leadmusiker
| Jahr | Titel Album                                        | Höchstplatzierung, Gesamtwochen, AuszeichnungChartplatzierungen (Jahr, Titel, Album, Platzierungen, Wochen, Auszeichnungen, Anmerkungen) | Höchstplatzierung, Gesamtwochen, AuszeichnungChartplatzierungen (Jahr, Titel, Album, Platzierungen, Wochen, Auszeichnungen, Anmerkungen) | Höchstplatzierung, Gesamtwochen, AuszeichnungChartplatzierungen (Jahr, Titel, Album, Platzierungen, Wochen, Auszeichnungen, Anmerkungen) | Höchstplatzierung, Gesamtwochen, AuszeichnungChartplatzierungen (Jahr, Titel, Album, Platzierungen, Wochen, Auszeichnungen, Anmerkungen) | Höchstplatzierung, Gesamtwochen, AuszeichnungChartplatzierungen (Jahr, Titel, Album, Platzierungen, Wochen, Auszeichnungen, Anmerkungen) | Anmerkungen |
| Jahr | Titel Album                                        | DE | AT | CH | UK | US | Anmerkungen |
| --- | -------------------------------------------------- | --- | --- | --- | --- | --- | --- |
| 2005 | Icy Trap House                                     | — | — | — | — | — | Erstveröffentlichung: 13. September 2005 feat. Young Jeezy & Boo                                                                        |
| 2006 | My Chain Hard to Kill                              | — | — | — | — | — | Erstveröffentlichung: 10. Oktober 2006 feat. Black Magic                                                                                |
| 2007 | Freaky Gurl Hard to Kill                           | — | — | — | — | US62 Gold · (17 Wo.)US | Erstveröffentlichung: 11. September 2007 Verkäufe: + 500.000                                                                            |
| 2008 | Stoopid Murder Was the Case                        | — | — | — | — | — | Erstveröffentlichung: 23. Dezember 2008                                                                                                 |
| 2009 | Wasted The State vs. Radric Davis                  | — | — | — | — | US36 Platin · (19 Wo.)US | Erstveröffentlichung: 7. Juli 2009 Verkäufe: + 1.000.000; feat. Plies oder OJ da Juiceman                                               |
| 2009 | Spotlight The State vs. Radric Davis               | — | — | — | UK46 (2 Wo.)UK | US42 Gold · (16 Wo.)US | Erstveröffentlichung: 19. Oktober 2009 Verkäufe: + 500.000; feat. Usher                                                                 |
| 2009 | Lemonade The State vs. Radric Davis                | — | — | — | — | US53 ×2Doppelplatin · (12 Wo.)US | Erstveröffentlichung: 7. Dezember 2009 Verkäufe: + 2.000.000                                                                            |
| 2010 | Gucci Time –                                       | — | — | — | — | — | Erstveröffentlichung: 30. August 2010 feat. Swizz Beatz                                                                                 |
| 2011 | She Be Puttin’ On 458 Italia                       | — | — | — | — | — | Erstveröffentlichung: 17. Mai 2011 mit Waka Flocka Flame feat. Slim Dunkin                                                              |
| 2011 | Whip Appeal BAYTL                                  | — | — | — | — | — | Erstveröffentlichung: 18. November 2011 mit V-Nasty feat. P2theLA                                                                       |
| 2012 | Mouf ATL Dons                                      | — | — | — | — | — | Erstveröffentlichung: 19. Juni 2012 mit Rocko feat. Plies                                                                               |
| 2014 | Say a Prayer Brick Factory Vol. 1                  | — | — | — | — | — | Erstveröffentlichung: 21. Mai 2014 feat. Rich Homie Quan                                                                                |
| 2014 | Panoramic Roof –                                   | — | — | — | — | — | Erstveröffentlichung: 11. Juni 2014 feat. Young Thug                                                                                    |
| 2014 | Top in the Trash Trap House 4                      | — | — | — | — | — | Erstveröffentlichung: 27. Juni 2014 feat. Chief Keef                                                                                    |
| 2014 | Drink Up I’m Up                                    | — | — | — | — | — | Erstveröffentlichung: 21. Juli 2014 |
| 2014 | Shit Wouldn’t Happen –                             | — | — | — | — | — | Erstveröffentlichung: 6. Oktober 2014                                                                                                   |
| 2014 | Speed Bumps Trap God 3                             | — | — | — | — | — | Erstveröffentlichung: 10. Oktober 2014                                                                                                  |
| 2015 | Told Ya –                                          | — | — | — | — | — | Erstveröffentlichung: 27. Dezember 2015 mit Young P Streets, Messy Marv & Homewrecka                                                    |
| 2016 | 1st Day Out tha Feds Everybody Looking             | — | — | — | — | US— GoldUS | Erstveröffentlichung: 28. Mai 2016 Verkäufe: + 500.000                                                                                  |
| 2016 | Back on Road Everybody Looking                     | — | — | — | — | US81 Gold · (1 Wo.)US | Erstveröffentlichung: 4. Juni 2016 Verkäufe: + 500.000; feat. Drake                                                                     |
| 2016 | Champions –                                        | — | — | — | UK— SilberUK | US71 Platin · (3 Wo.)US | Erstveröffentlichung: 7. Juni 2016 Verkäufe: + 1.245.000; mit Kanye West, Big Sean, 2 Chainz, Travis Scott, Yo Gotti, Quavo & Desiigner |
| 2016 | All My Children Everybody Looking                  | — | — | — | — | — | Erstveröffentlichung: 24. Juni 2016 |
| 2016 | Guwop Home Everybody Looking                       | — | — | — | — | — | Erstveröffentlichung: 13. Juli 2016 feat. Young Thug                                                                                    |
| 2016 | No Sleep (Intro) Everybody Looking                 | — | — | — | — | — | Erstveröffentlichung: 15. Juli 2016 |
| 2016 | WayBach Everybody Looking                          | — | — | — | — | — | Erstveröffentlichung: 19. Juli 2016 |
| 2016 | Last Time The Return of East Atlanta Santa         | — | — | — | — | US— GoldUS | Erstveröffentlichung: 2. September 2016 Verkäufe: + 500.000; feat. Travis Scott                                                         |
| 2016 | Drought –                                          | — | — | — | — | — | Erstveröffentlichung: 7. September 2016 mit Tha Real Peezy & Turf Talk                                                                  |
| 2016 | Bling Blaww Burr Woptober                          | — | — | — | — | — | Erstveröffentlichung: 20. September 2016 feat. Young Dolph                                                                              |
| 2016 | St. Brick (Intro) The Return of East Atlanta Santa | — | — | — | — | — | Erstveröffentlichung: 25. November 2016                                                                                                 |
| 2016 | Drove U Crazy The Return of East Atlanta Santa     | — | — | — | — | — | Erstveröffentlichung: 2. Dezember 2016 feat. Bryson Tiller                                                                              |
| 2016 | Know Me –                                          | — | — | — | — | — | Erstveröffentlichung: 14. Dezember 2016 mit Law                                                                                         |
| 2016 | Both The Return of East Atlanta Santa              | — | — | — | UK— SilberUK | US41 ×4Vierfachplatin · (22 Wo.)US | Erstveröffentlichung: 16. Dezember 2016 Verkäufe: + 4.215.000; feat. Drake                                                              |
| 2016 | Stutter The Return of East Atlanta Santa           | — | — | — | — | — | Erstveröffentlichung: 16. Dezember 2016                                                                                                 |
| 2017 | Make Love Mr. Davis                                | — | — | — | — | US78 Gold · (1 Wo.)US | Erstveröffentlichung: 23. Februar 2017 Verkäufe: + 500.000; feat. Nicki Minaj                                                           |
| 2017 | Better Stay Yo Distance –                          | — | — | — | — | — | Erstveröffentlichung: 16. Juni 2017 mit Reek Daddy, V-Town & Five                                                                       |
| 2017 | Tone It Down Mr. Davis                             | — | — | — | — | US— GoldUS | Erstveröffentlichung: 20. Juni 2017 Verkäufe: + 500.000; feat. Chris Brown                                                              |
| 2017 | Told Ya (Remix) –                                  | — | — | — | — | — | Erstveröffentlichung: 24. Juli 2017 mit Young P Streets, Homewrecka & Seff tha Gaffla                                                   |
| 2017 | I Get the Bag Mr. Davis                            | — | — | CH100 (1 Wo.)CH | UK— SilberUK | US11 ×8Achtfachplatin · (27 Wo.)US | Erstveröffentlichung: 5. September 2017 Verkäufe: + 8.230.000; feat. Migos                                                              |
| 2017 | Curve Mr. Davis                                    | — | — | — | UK78 (1 Wo.)UK | US67 Platin · (3 Wo.)US | Erstveröffentlichung: 13. September 2017 Verkäufe: + 1.000.000; feat. The Weeknd                                                        |
| 2017 | Dope (Remix) –                                     | — | — | — | — | — | Erstveröffentlichung: 24. November 2017 feat. Boo Banga, Bottle Boyz & Bankroll Fresh                                                   |
| 2017 | Run Ya Out da City –                               | — | — | — | — | — | Erstveröffentlichung: 24. November 2017 mit Peewee Longway, M.Kada & Young Boo                                                          |
| 2018 | Boom –                                             | — | — | — | — | — | Erstveröffentlichung: 26. Januar 2018 mit Tiësto & Sevenn                                                                               |
| 2018 | Cocky Uncle Drew O.S.T.                            | — | — | — | — | — | Erstveröffentlichung: 16. Februar 2018 mit ASAP Rocky & 21 Savage feat. London on da Track                                              |
| 2018 | Solitaire Evil Genius                              | — | — | — | — | — | Erstveröffentlichung: 1. März 2018 feat. Migos & Lil Yachty                                                                             |
| 2018 | Kept Back Evil Genius                              | — | — | — | — | — | Erstveröffentlichung: 8. August 2018 feat. Lil Pump                                                                                     |
| 2018 | Wake Up in the Sky Evil Genius                     | — | — | CH95 (1 Wo.)CH | UK65 Silber · (4 Wo.)UK | US11 ×6Sechsfachplatin · (26 Wo.)US | Erstveröffentlichung: 13. September 2018 Verkäufe: + 6.580.000; mit Bruno Mars & Kodak Black                                            |
| 2018 | I’m Not Goin’ Evil Genius                          | — | — | — | — | — | Erstveröffentlichung: 15. November 2018 feat. Kevin Gates                                                                               |
| 2018 | BiPolar Evil Genius                                | — | — | — | — | — | Erstveröffentlichung: 30. November 2018 feat. Quavo                                                                                     |
| 2019 | With You –                                         | — | — | — | — | — | Erstveröffentlichung: 8. März 2019 mit Jay Sean feat. Asian Doll                                                                        |
| 2019 | Walk –                                             | — | — | — | — | — | Erstveröffentlichung: 3. Mai 2019 mit Telly Mac & Shady Got da Juice feat. LV tha Don                                                   |
| 2019 | Love Thru the Computer Delusions of Grandeur       | — | — | — | — | — | Erstveröffentlichung: 31. Mai 2019 feat. Justin Bieber                                                                                  |
| 2019 | Backwards Delusions of Grandeur                    | — | — | — | — | — | Erstveröffentlichung: 13. Juni 2019 feat. Meek Mill                                                                                     |
| 2019 | Rich Game –                                        | — | — | — | — | — | Erstveröffentlichung: 9. August 2019 mit V-Town & Young Robbery                                                                         |
| 2019 | Richer Than Errybody Woptober II                   | — | — | — | — | — | Erstveröffentlichung: 13. September 2019 feat. YoungBoy Never Broke Again & DaBaby                                                      |
| 2019 | Big Booty Woptober II                              | — | — | — | — | US— PlatinUS | Erstveröffentlichung: 3. Oktober 2019 feat. Megan Thee Stallion                                                                         |
| 2019 | Tootsies Woptober II                               | — | — | — | — | — | Erstveröffentlichung: 10. Oktober 2019 feat. Lil Baby                                                                                   |
| 2021 | Shit Crazy Ice Daddy                               | — | — | — | — | US— GoldUS | Erstveröffentlichung: 30. April 2021 feat. Big30                                                                                        |
| 2021 | Poppin Ice Daddy                                   | — | — | — | — | US— GoldUS | Erstveröffentlichung: 17. Juni 2021 feat. Bigwalkdog                                                                                    |
| 2022 | Rumors So Icy Gang: The Reup                       | — | — | — | — | US51 Platin · (14 Wo.)US | Erstveröffentlichung: 28. Januar 2022 Verkäufe: + 1.000.000; feat. Lil Durk                                                             |
| 2022 | Publicity Stunt So Icy Gang: The Reup              | — | — | — | — | US72 (1 Wo.)US | Erstveröffentlichung: 4. März 2022 |
| 2022 | Blood All on It So Icy Gang: The Reup              | — | — | — | — | US98 (1 Wo.)US | Erstveröffentlichung: 1. April 2022 feat. Key Glock & Young Dolph                                                                       |
| 2023 | King Snipe Breath of Fresh Air                     | — | — | — | — | US100 (1 Wo.)US | Erstveröffentlichung: 13. Januar 2023 feat. Kodak Black                                                                                 |
| 2023 | Bluffin Breath of Fresh Air                        | — | — | — | — | US100 (1 Wo.)US | Erstveröffentlichung: 16. Juni 2023 feat. Lil Baby                                                                                      |
| 2023 | There I Go Breath of Fresh Air                     | — | — | — | — | US94 (1 Wo.)US | Erstveröffentlichung: 25. August 2023 feat. J. Cole & Mike Will Made It                                                                 |
| Folgende Lieder erschienen nicht als Single, wurden aber durch das Album zum Download und Streaming bereitgestellt und konnten somit eine Platzierung erlangen: |                                                    | | | | | | |
| |                                                    | | | | | | |
| 2016 | Pussy Print Everybody Looking                      | — | — | — | — | US89 (1 Wo.)US | Charteinstieg: 13. August 2016 feat. Kanye West                                                                                         |
| 2017 | Met Gala Drop Top Wop                              | — | — | — | — | US88 Platin · (2 Wo.)US | Charteinstieg: 17. Juni 2017 Verkäufe: + 1.000.000; feat. Offset                                                                        |
| 2017 | Stunting Ain’t Nuthin Mr. Davis                    | — | — | — | — | US95 (1 Wo.)US | Charteinstieg: 4. November 2017 feat. Young Dolph & Slim Jxmmi                                                                          |
| 2019 | Big Boy Diamonds Woptober II                       | — | — | — | — | US100 Gold · (1 Wo.)US | Charteinstieg: 16. November 2019 Verkäufe: + 500.000; feat. Kodak Black & London on da Track                                            |

### Als Gastmusiker
| Jahr | Titel Album                                           | Höchstplatzierung, Gesamtwochen, AuszeichnungChartplatzierungen (Jahr, Titel, Album, Platzierungen, Wochen, Auszeichnungen, Anmerkungen) | Höchstplatzierung, Gesamtwochen, AuszeichnungChartplatzierungen (Jahr, Titel, Album, Platzierungen, Wochen, Auszeichnungen, Anmerkungen) | Höchstplatzierung, Gesamtwochen, AuszeichnungChartplatzierungen (Jahr, Titel, Album, Platzierungen, Wochen, Auszeichnungen, Anmerkungen) | Höchstplatzierung, Gesamtwochen, AuszeichnungChartplatzierungen (Jahr, Titel, Album, Platzierungen, Wochen, Auszeichnungen, Anmerkungen) | Höchstplatzierung, Gesamtwochen, AuszeichnungChartplatzierungen (Jahr, Titel, Album, Platzierungen, Wochen, Auszeichnungen, Anmerkungen) | Anmerkungen                                                                                             |
| Jahr | Titel Album                                           | DE | AT | CH | UK | US | Anmerkungen                                                                                             |
| --- | ----------------------------------------------------- | --- | --- | --- | --- | --- | --- |
| 2009 | Break Up D.N.A.                                       | — | — | — | — | US14 Platin · (23 Wo.)US | Erstveröffentlichung: 28. April 2009 Verkäufe: + 1.000.000; Mario feat. Sean Garrett & Gucci Mane       |
| 2009 | 30 Inches Hustle Til I Die                            | — | — | — | — | — | Erstveröffentlichung: 26. Mai 2009 Juicy J feat. Gucci Mane & Project Pat                               |
| 2009 | Boi! –                                                | — | — | — | — | — | Erstveröffentlichung: 9. Juni 2009 Young Problemz & Mike Jones feat. Gucci Mane                         |
| 2009 | Self Made –                                           | — | — | — | — | — | Erstveröffentlichung: 11. Juni 2009 K. Michelle feat. Gucci Mane & Trina                                |
| 2009 | LOL :-) Ready                                         | — | — | — | — | US51 (8 Wo.)US | Erstveröffentlichung: 24. August 2009 Trey Songz feat. Soulja Boy & Gucci Mane                          |
| 2009 | 5 Star (Remix) –                                      | — | — | — | — | — | Erstveröffentlichung: 9. November 2009 Yo Gotti feat. Gucci Mane, Trina & Nicki Minaj                   |
| 2009 | Speak French –                                        | — | — | — | — | — | Erstveröffentlichung: 16. November 2009 Jamie Foxx feat. Gucci Mane                                     |
| 2009 | I Get It In Ollusion                                  | — | — | — | — | US83 (7 Wo.)US | Erstveröffentlichung: 24. November 2009 Omarion feat. Gucci Mane                                        |
| 2009 | Steady Mobbin’ We Are Young Money                     | — | — | — | — | US48 ×2Doppelplatin · (20 Wo.)US | Erstveröffentlichung: 21. Dezember 2009 Verkäufe: + 2.000.000; Young Money feat. Gucci Mane             |
| 2010 | Go Your Own Way –                                     | — | — | — | — | — | Erstveröffentlichung: 7. April 2010 CeCe Segarra feat. Gucci Mane                                       |
| 2010 | Atlanta, GA Fright Night                              | — | — | — | — | — | Erstveröffentlichung: 27. April 2010 Shawty Lo feat. The-Dream, Ludacris & Gucci Mane                   |
| 2010 | For the Hood Definition of a Trap Nigga               | — | — | — | — | — | Erstveröffentlichung: 17. September 2010 Yo Gotti feat. Gucci Mane                                      |
| 2010 | Cologne –                                             | — | — | — | — | — | Erstveröffentlichung: 19. November 2010 John Blu feat. Twista & Gucci Mane                              |
| 2011 | Money Power Respect –                                 | — | — | — | — | — | Erstveröffentlichung: 1. März 2011 Shadowink feat. Gucci Mane                                           |
| 2011 | Not My Daddy –                                        | — | — | — | — | — | Erstveröffentlichung: 12. April 2011 Eva feat. Gucci Mane                                               |
| 2011 | Pretty –                                              | — | — | — | — | — | Erstveröffentlichung: 9. Juni 2011 Natasha Mosley feat. Gucci Mane                                      |
| 2012 | On tha Front Line Retribution                         | — | — | — | — | — | Erstveröffentlichung: 7. Februar 2012 Parabalix feat. Gucci Mane                                        |
| 2012 | Young A –                                             | — | — | — | — | — | Erstveröffentlichung: 27. Februar 2012 Young A feat. Gucci Mane & Tay Don                               |
| 2012 | No Good Control                                       | — | — | — | — | — | Erstveröffentlichung: 3. August 2012 Taylor J feat. Dose & Gucci Mane                                   |
| 2012 | Knock ’em Down (Remix) –                              | — | — | — | — | — | Erstveröffentlichung: 6. August 2012 Kafani feat. Gucci Mane & Bobby Valentino                          |
| 2012 | One Night Sum –                                       | — | — | — | — | — | Erstveröffentlichung: 23. Oktober 2012 Baby D feat. Gucci Mane                                          |
| 2012 | All I Know Is This Money –                            | — | — | — | — | — | Erstveröffentlichung: 11. Dezember 2012 Big-B feat. Gucci Mane                                          |
| 2013 | Smash You –                                           | — | — | — | — | — | Erstveröffentlichung: 6. Mai 2013 Jersey Doe feat. Gucci Mane                                           |
| 2013 | Gibberish –                                           | — | — | — | — | — | Erstveröffentlichung: 4. Juli 2013 J Chozen feat. Gucci Mane                                            |
| 2013 | Get Money –                                           | — | — | — | — | — | Erstveröffentlichung: 29. Juli 2013 DC feat. Gucci Mane                                                 |
| 2013 | Fvcks with U (Remix) –                                | — | — | — | — | — | Erstveröffentlichung: 11. November 2013 Genius feat. Verse Simmonds & Gucci Mane                        |
| 2013 | Euro Bricks –                                         | — | — | — | — | — | Erstveröffentlichung: 3. Dezember 2013 Drei Ros feat. Rick Ross & Gucci Mane                            |
| 2013 | X Rated –                                             | — | — | — | — | — | Erstveröffentlichung: 6. Dezember 2013 King Solo feat. Gucci Mane & Austin Martin                       |
| 2014 | Break It Down –                                       | — | — | — | — | — | Erstveröffentlichung: 2. September 2014 Bo Kane feat. Gucci Mane                                        |
| 2014 | Slow Down (Remix) –                                   | — | — | — | — | — | Erstveröffentlichung: 16. Dezember 2014 Clyde Carson feat. Gucci Mane, E-40, Game & Dom Kennedy         |
| 2015 | Shut Up –                                             | — | — | — | — | — | Erstveröffentlichung: 12. Februar 2015 Rich Porter feat. Gucci Mane                                     |
| 2015 | Pouring Up –                                          | — | — | — | — | — | Erstveröffentlichung: 17. Februar 2015 Panic feat. Lucky Luciano & Gucci Mane                           |
| 2015 | India Love Nina Macc –                                | — | — | — | — | — | Erstveröffentlichung: 24. Februar 2015 Montana Montana Montana feat. Gucci Mane                         |
| 2015 | Dufflebag Money –                                     | — | — | — | — | — | Erstveröffentlichung: 19. März 2015 Montana Montana Montana feat. Gucci Mane                            |
| 2015 | Are You Entertained Living in California              | — | — | — | — | — | Erstveröffentlichung: 12. Mai 2015 Loose Lyric feat. Max the One & Gucci Mane                           |
| 2015 | True Religion (Remix) Hood Story                      | — | — | — | — | — | Erstveröffentlichung: 19. November 2015 Young Robbery feat. Boo Banga, Gucci Mane & Young Boo           |
| 2016 | Get You Right Bottom                                  | — | — | — | — | — | Erstveröffentlichung: 19. Januar 2016 Tessa feat. Gucci Mane                                            |
| 2016 | Amnesia –                                             | — | — | — | — | — | Erstveröffentlichung: 14. Februar 2016 Rajeo feat. Gucci Mane                                           |
| 2016 | Good Drank 2.0 –                                      | — | — | — | — | — | Erstveröffentlichung: 6. März 2016 2 Chainz feat. Gucci Mane, Quavo & The Trap Choir                    |
| 2016 | Calculations Dream to Reality                         | — | — | — | — | — | Erstveröffentlichung: 9. März 2016 Young Robbery feat. Gucci Mane, Reek Daddy & Chewy Loc               |
| 2016 | Loaded (Remix) –                                      | — | — | — | — | — | Erstveröffentlichung: 8. Juni 2016 Thrilla feat. Cezer, Dolla Ru & Gucci Mane                           |
| 2016 | Get That Money –                                      | — | — | — | — | — | Erstveröffentlichung: 13. Juni 2016 Greedy Macc feat. Gucci Mane                                        |
| 2016 | Finesse Never Not Workin 2                            | — | — | — | — | — | Erstveröffentlichung: 14. Juni 2016 Ricky Ruckus feat. Gucci Mane                                       |
| 2016 | We Gon Ride No Hard Feelings                          | — | — | — | — | — | Erstveröffentlichung: 17. Juni 2016 Dreezy feat. Gucci Mane                                             |
| 2016 | Bricks –                                              | — | — | — | — | — | Erstveröffentlichung: 23. Juni 2016 Big E feat. Rick Ross & Gucci Mane                                  |
| 2016 | Pocket Watchin –                                      | — | — | — | — | — | Erstveröffentlichung: 14. Juli 2016 Peewee Longway feat. Gucci Mane                                     |
| 2016 | Whatever Man East Side Piru                           | — | — | — | — | — | Erstveröffentlichung: 12. August 2016 Q Machette feat. Gucci Mane                                       |
| 2016 | Prolly –                                              | — | — | — | — | — | Erstveröffentlichung: 12. August 2016 Sevyn Streeter feat. Gucci Mane                                   |
| 2016 | Know That She the Baddest On the Stove                | — | — | — | — | — | Erstveröffentlichung: 14. August 2016 Homewrecka feat. Gucci Mane                                       |
| 2016 | Wild Out –                                            | — | — | — | — | — | Erstveröffentlichung: 28. August 2016 Jada Breeze feat. Gucci Mane                                      |
| 2016 | Black Beatles SremmLife 2                             | DE8 Platin · (16 Wo.)DE | AT13 (12 Wo.)AT | CH4 (16 Wo.)CH | UK2 Platin · (16 Wo.)UK | US1 Diamant · (27 Wo.)US | Erstveröffentlichung: 12. September 2016 Verkäufe: + 12.083.333; Rae Sremmurd feat. Gucci Mane          |
| 2016 | Yola –                                                | — | — | — | — | — | Erstveröffentlichung: 24. Oktober 2016 Ray Vicks feat. Gucci Mane                                       |
| 2016 | Not Impressed –                                       | — | — | — | — | — | Erstveröffentlichung: 1. November 2016 24hrs feat. Gucci Mane                                           |
| 2016 | No Patience –                                         | — | — | — | — | — | Erstveröffentlichung: 8. November 2016 Young Robbery feat. Gucci Mane, San Quinn & Telly Mac            |
| 2016 | Buy Back the Block –                                  | — | — | — | — | — | Erstveröffentlichung: 18. November 2016 Rick Ross feat. 2 Chainz & Gucci Mane                           |
| 2016 | Drunk –                                               | — | — | — | — | — | Erstveröffentlichung: 9. Dezember 2016 Natasha Mosley feat. Gucci Mane                                  |
| 2016 | Forever Black America Again –                         | — | — | — | — | — | Erstveröffentlichung: 9. Dezember 2016 Common feat. Gucci Mane, Pusha T & BJ the Chicago Kid            |
| 2016 | Party Heartbreak on a Full Moon                       | — | — | — | UK68 Gold · (5 Wo.)UK | US40 ×3Dreifachplatin · (20 Wo.)US | Erstveröffentlichung: 16. Dezember 2016 Verkäufe: + 3.540.000; Chris Brown feat. Usher & Gucci Mane     |
| 2017 | Good Drank Pretty Girls Like Trap Music               | — | — | — | — | US70 ×2Doppelplatin · (16 Wo.)US | Erstveröffentlichung: 20. Januar 2017 Verkäufe: + 2.000.000; 2 Chainz feat. Quavo & Gucci Mane          |
| 2017 | Master Peewee (Remix) –                               | — | — | — | — | — | Erstveröffentlichung: 2. Februar 2017 Peewee Longway feat. Master P & Gucci Mane                        |
| 2017 | Throwin’ Money –                                      | — | — | — | — | — | Erstveröffentlichung: 10. Februar 2017 Street Nitty the Representer feat. Gucci Mane                    |
| 2017 | Angel Wings –                                         | — | — | — | — | — | Erstveröffentlichung: 13. Februar 2017 Icewear Vezzo feat. Gucci Mane                                   |
| 2017 | Trap Nap –                                            | — | — | — | — | — | Erstveröffentlichung: 23. Februar 2017 Mello tha Guddamann feat. Gucci Mane                             |
| 2017 | That’s How I Feel Bulletproof                         | — | — | — | — | — | Erstveröffentlichung: 11. März 2017 Young Dolph feat. Gucci Mane                                        |
| 2017 | Showing Off Gods of the City Sosf the Mission Stories | — | — | — | — | — | Erstveröffentlichung: 24. März 2017 Swinla feat. Gucci Mane                                             |
| 2017 | That’s What I Like (Remix) –                          | — | — | — | — | — | Erstveröffentlichung: 21. April 2017 Bruno Mars feat. Gucci Mane                                        |
| 2017 | What Happened Last Night You                          | — | — | — | — | — | Erstveröffentlichung: 21. April 2017 The Kolors feat. Gucci Mane & Daddy’s Groove                       |
| 2017 | East Atlanta Day Trapholizay                          | — | — | — | — | — | Erstveröffentlichung: 21. April 2017 Zaytoven feat. Gucci Mane & 21 Savage                              |
| 2017 | Cold (Remix) –                                        | — | — | — | — | — | Erstveröffentlichung: 5. Mai 2017 Maroon 5 feat. Future & Gucci Mane                                    |
| 2017 | Shoe Box Fetti Season                                 | — | — | — | — | — | Erstveröffentlichung: 5. Mai 2017 Dat Boy Aim feat. Gucci Mane                                          |
| 2017 | Switchin Sides China Cafeteria 2.5 House Special      | — | — | — | — | — | Erstveröffentlichung: 10. Mai 2017 Runway Richy feat. Gucci Mane                                        |
| 2017 | Slippery Culture                                      | — | — | — | UK— SilberUK | US29 Gold · (21 Wo.)US | Erstveröffentlichung: 16. Mai 2017 Verkäufe: + 805.000; Migos feat. Gucci Mane                          |
| 2017 | Around Sem God                                        | — | — | — | — | — | Erstveröffentlichung: 25. Mai 2017 Philthy Rich feat. Gucci Mane & Yhung T.O.                           |
| 2017 | Down Fifth Harmony                                    | — | — | CH58 (4 Wo.)CH | UK47 Silber · (10 Wo.)UK | US42 Gold · (10 Wo.)US | Erstveröffentlichung: 2. Juni 2017 Verkäufe: + 825.000; Fifth Harmony feat. Gucci Mane                  |
| 2017 | Hector Real Niggas Know 2                             | — | — | — | — | — | Erstveröffentlichung: 2. Juni 2017 Eddy Fish feat. Gucci Mane                                           |
| 2017 | Crew (Remix) –                                        | — | — | — | — | — | Erstveröffentlichung: 22. Juni 2017 GoldLink feat. Shy Glizzy, Gucci Mane & Brent Faiyaz                |
| 2017 | B.A.M.N. –                                            | — | — | — | — | — | Erstveröffentlichung: 23. Juni 2017 Roc Decarlo feat. Gucci Mane                                        |
| 2017 | Liife –                                               | — | — | — | — | — | Erstveröffentlichung: 27. Juni 2017 Desiigner feat. Gucci Mane                                          |
| 2017 | Lit Steve Aoki pressend Kolony                        | — | — | — | — | — | Erstveröffentlichung: 27. Juni 2017 Steve Aoki & Yellow Claw feat. Gucci Mane & T-Pain                  |
| 2017 | Slowly –                                              | — | — | — | — | — | Erstveröffentlichung: 2. Juli 2017 Gp the Gentleman feat. Gucci Mane, Phero & X                         |
| 2017 | Fetish Rare (Deluxe-Version)                          | DE36 (7 Wo.)DE | AT31 (6 Wo.)AT | CH28 (7 Wo.)CH | UK33 Silber · (8 Wo.)UK | US27 Platin · (12 Wo.)US | Erstveröffentlichung: 13. Juli 2017 Verkäufe: + 1.965.000; Selena Gomez feat. Gucci Mane                |
| 2017 | Pony Your Favorite Worst Mistakes                     | — | — | — | — | — | Erstveröffentlichung: 27. Juli 2017 Huntar feat. Gucci Mane                                             |
| 2017 | Do re mi (Remix) –                                    | DE— GoldDE | — | — | UK94 Gold · (1 Wo.)UK | — | Erstveröffentlichung: 28. Juli 2017 Verkäufe: + 600.000; Blackbear feat. Gucci Mane                     |
| 2017 | Movin’ Weight –                                       | — | — | — | — | — | Erstveröffentlichung: 30. Juli 2017 Trav Fendi feat. Gucci Mane                                         |
| 2017 | Rock Star –                                           | — | — | — | — | — | Erstveröffentlichung: 24. August 2017 G.Q. Da Juice feat. Gucci Mane                                    |
| 2017 | Pull Up Hop Out (Remix) –                             | — | — | — | — | — | Erstveröffentlichung: 8. September 2017 WillThaRapper feat. Gucci Mane                                  |
| 2017 | Go Get da Money –                                     | — | — | — | — | — | Erstveröffentlichung: 2. Oktober 2017 BowlLane Slick feat. Gucci Mane                                   |
| 2017 | Enormous Mr. Davis                                    | — | — | — | — | — | Erstveröffentlichung: 12. Oktober 2017 Gucci Mane feat. Ty Dolla Sign                                   |
| 2017 | I Made It –                                           | — | — | — | — | — | Erstveröffentlichung: 19. Oktober 2017 LA feat. Gucci Mane                                              |
| 2017 | It’s Everyday Bro (Remix) –                           | — | — | — | — | — | Erstveröffentlichung: 22. November 2017 Jake Paul feat. Gucci Mane                                      |
| 2017 | My Ol’ Lady –                                         | — | — | — | — | — | Erstveröffentlichung: 1. Dezember 2017 Daytona Sticks feat. Gucci Mane                                  |
| 2017 | That Fast –                                           | — | — | — | — | — | Erstveröffentlichung: 8. Dezember 2017 Blackway feat. Gucci Mane & DJ Battle                            |
| 2017 | In tha South –                                        | — | — | — | — | — | Erstveröffentlichung: 29. Dezember 2017 Goldie the Gasman feat. Gucci Mane & Pimp C                     |
| 2018 | End Game 90% Trap 10& Rap Vol.2                       | — | — | — | — | — | Erstveröffentlichung: 12. Januar 2018 M Dot 80 feat. Gucci Mane & Jody Hus                              |
| 2018 | Cool I                                                | DE39 Gold · (18 Wo.)DE | AT27 Gold · (14 Wo.)AT | — | — | — | Erstveröffentlichung: 9. Februar 2018 Verkäufe: + 215.000; Felix Jaehn feat. Marc E. Bassy & Gucci Mane |
| 2018 | We Don’t Luv Em (Remix) –                             | — | — | — | — | — | Erstveröffentlichung: 9. Februar 2018 HoodRich Pablo Juan feat. Gucci Mane                              |
| 2018 | Juice –                                               | — | — | — | — | — | Erstveröffentlichung: 9. Februar 2018 J Almighty feat. Gucci Mane                                       |
| 2018 | Yeah Yeah So Icy Gang: The Reup                       | — | — | — | — | — | Erstveröffentlichung: 23. März 2018 1017 Eskimo feat. Gucci Mane, HoodRich Pablo Juan & Yung Mal        |
| 2018 | Pineapple Beach House 3                               | — | — | — | — | — | Erstveröffentlichung: 30. März 2018 Ty Dolla Sign feat. Gucci Mane & Quavo                              |
| 2018 | Real Rich Rolling Papers 2                            | — | — | — | — | — | Erstveröffentlichung: 3. Mai 2018 Wiz Khalifa feat. Gucci Mane                                          |
| 2018 | All I Need –                                          | — | — | — | — | — | Erstveröffentlichung: 4. Mai 2018 Dimitri Vegas & Like Mike feat. Gucci Mane                            |
| 2018 | Mattress Death to Bullshit                            | — | — | — | — | — | Erstveröffentlichung: 22. Mai 2018 P Street feat. M.Kada & Gucci Mane                                   |
| 2018 | Money Over Everything Lean and Cookies                | — | — | — | — | — | Erstveröffentlichung: 8. Juni 2018 Project Pat, Keak da Sneak & Kafani feat. Gucci Mane                 |
| 2018 | Plug Walk (Remix) –                                   | — | — | — | — | — | Erstveröffentlichung: 20. Juni 2018 Rich the Kid feat. Gucci Mane, YG & 2 Chainz                        |
| 2018 | Drippin’ Tommy Gun Rocky                              | — | — | — | — | — | Erstveröffentlichung: 11. Juli 2018 Rocky Luciano feat. Gucci Mane                                      |
| 2018 | Wit the AR Young Black & Gorgeous                     | — | — | — | — | — | Erstveröffentlichung: 27. Juli 2018 Seff tha Gaffla & Sterling Fortune feat. Gucci Mane                 |
| 2018 | Might Be –                                            | — | — | — | — | — | Erstveröffentlichung: 24. August 2018 T-Pain feat. Gucci Mane                                           |
| 2018 | How We Living (Remix) –                               | — | — | — | — | — | Erstveröffentlichung: 31. August 2018 Future Fambo feat. Gucci Mane                                     |
| 2018 | Lost 4 Days in L.A.                                   | — | — | — | — | — | Erstveröffentlichung: 15. Oktober 2018 Jake Spooner feat. Gucci Mane                                    |
| 2018 | Racks 4 Days in L.A.                                  | — | — | — | — | — | Erstveröffentlichung: 26. Oktober 2018 Project Pat feat. Rich the Kid & Gucci Mane                      |
| 2018 | In This House Tha Carter V                            | — | — | — | — | — | Erstveröffentlichung: 7. November 2018 Lil Wayne feat. Gucci Mane                                       |
| 2018 | Reel It In (Remix) –                                  | — | — | — | — | — | Erstveröffentlichung: 20. November 2018 Aminé feat. Gucci Mane                                          |
| 2018 | Survive –                                             | — | — | — | — | — | Erstveröffentlichung: 23. November 2018 Don Diablo feat. Emeli Sandé & Gucci Mane                       |
| 2018 | Polar Bear –                                          | — | — | — | — | — | Erstveröffentlichung: 21. Dezember 2018 EyeOnEyez feat. Gucci Mane                                      |
| 2019 | Spendin M3                                            | — | — | — | — | — | Erstveröffentlichung: 11. Januar 2019 ILoveMakonnen feat. Gucci Mane                                    |
| 2019 | Done With Her –                                       | — | — | — | — | — | Erstveröffentlichung: 18. Januar 2019 Khao feat. Gucci Mane, YBN Nahmir, Lil Baby & Tabius Tate         |
| 2019 | Millions Shawty Paid                                  | — | — | — | — | — | Erstveröffentlichung: 20. Februar 2019 Z Money feat. Gucci Mane & HoodRich Pablo Juan                   |
| 2019 | Gucci –                                               | — | — | — | — | — | Erstveröffentlichung: 22. Februar 2019 Ryan Legend feat. Gucci Mane                                     |
| 2019 | Shoebox BLO: The Movie                                | — | — | — | — | — | Erstveröffentlichung: 27. Februar 2019 HoodRich Pablo Juan feat. Gucci Mane & Nav                       |
| 2019 | Bacc at It Again Baccend Beezy                        | — | — | — | — | US78 Gold · (6 Wo.)US | Erstveröffentlichung: 15. März 2019 Verkäufe: + 500.000; Yella Beezy feat. Gucci Mane & Quavo           |
| 2019 | Tsunami –                                             | — | — | — | — | — | Erstveröffentlichung: 19. April 2019 Joe Young feat. Gucci Mane, Mike Rebel & 6ix9ine                   |
| 2019 | Shiny Stones –                                        | — | — | — | — | — | Erstveröffentlichung: 31. Mai 2019 Phöönix feat. Gucci Mane                                             |
| 2019 | Enzo Carte Blanche                                    | — | — | — | — | — | Erstveröffentlichung: 28. Juni 2019 DJ Snake feat. Sheck Wes, Offset, 21 Savage & Gucci Mane            |
| 2019 | En sang –                                             | — | — | — | — | — | Erstveröffentlichung: 28. Juni 2019 Emil Stabil feat. Gucci Mane                                        |
| 2019 | Transparency –                                        | — | — | — | — | — | Erstveröffentlichung: 28. Juni 2019 Shae Brock feat. Gucci Mane                                         |
| 2019 | Pretty Bitches in the Trap (Remix) –                  | — | — | — | — | — | Erstveröffentlichung: 28. Juni 2019 Summerella feat. Gucci Mane, Tokyo Jetz & Trouble                   |
| 2019 | Dirty Money Relentless                                | — | — | — | — | — | Erstveröffentlichung: 8. November 2019 Money Mark feat. Gucci Mane                                      |
| 2019 | True Story –                                          | — | — | — | — | — | Erstveröffentlichung: 21. Dezember 2019 SpokeWheel feat. Gucci Mane                                     |
| 2019 | Full of Bad Bitches –                                 | — | — | — | — | — | Erstveröffentlichung: 21. Dezember 2019 SpokeWheel feat. Gucci Mane                                     |
| 2020 | Like That Hot Pink                                    | — | — | — | UK62 Gold · (16 Wo.)UK | US50 ×3Dreifachplatin · (18 Wo.)US | Erstveröffentlichung: 11. Februar 2020 Verkäufe: + 3.785.000; Doja Cat feat. Gucci Mane                 |
| 2020 | Muwop Queen of Da Souf                                | — | — | — | — | — | Erstveröffentlichung: 30. Juli 2020 Verkäufe: + 1.000.000; Mulatto feat. Gucci Mane                     |
| 2022 | Geeked Up The D.O.A. Tape (Care Package)              | — | — | — | — | — | Erstveröffentlichung: 7. Oktober 2022 Kay Flock feat. Gucci Mane                                        |
| 2023 | Get Money –                                           | — | — | — | — | — | Erstveröffentlichung: 10. März 2023 Joka Beatz feat. Gucci Mane                                         |
| 2024 | Money Power Respect –                                 | — | — | — | — | — | Erstveröffentlichung: 7. Mai 2011 Mani-Ak feat. Gucci Mane                                              |
| 2024 | True Story –                                          | — | — | — | — | — | Erstveröffentlichung: 24. Mai 2024 Sean Brees feat. Gucci Mane                                          |
| Folgende Lieder erschienen nicht als Single, wurden aber durch das Album zum Download und Streaming bereitgestellt und konnten somit eine Platzierung erlangen: |                                                       | | | | | | |
| |                                                       | | | | | | |
| 2018 | CC Culture II                                         | — | — | — | — | US96 (1 Wo.)US | Charteinstieg: 10. Februar 2018 Migos feat. Gucci Mane                                                  |
| 2024 | Pricey Might Delete Later                             | — | — | — | — | US29 (1 Wo.)US | Charteinstieg: 20. April 2024 J. Cole feat. Ari Lennox, Young Dro & Gucci Mane                          |

## Promoveröffentlichungen
| Jahr | Titel Album                     | Anmerkungen                                |
| ---- | ------------------------------- | ------------------------------------------ |
| 2006 | Go Head Trap House              | Erstveröffentlichung: 2006 feat. Mac Bre-Z |
| 2007 | Bird Flu Back to the Trap House | Erstveröffentlichung: 2007                 |

## Sonderveröffentlichungen
Gastbeiträge
- 2008: Gucci Bandana (Soulja Boy feat. Gucci Mane & Shawty Lo)
- 2008: Make tha Trap Say Aye (OJ da Juiceman feat. Gucci Mane)
- 2008: What They Do (Khia feat. Gucci Mane)
- 2008: Freaky (J. Valentine feat. Gucci Mane)
- 2009: Ridiculous (DJ Drama feat. Gucci Mane, Yo Gotti, Lonnie Mac & OJ da Juiceman)
- 2009: Pretty Girls (Wale feat. Gucci Mane & Weensey)
- 2009: Tip of My Tongue (Jagged Edge feat. Trina & Gucci Mane)
- 2009: Krazy (Game feat. Gucci Mane & Timbaland)
- 2009: Obsessed (Remix) (Mariah Carey feat. Gucci Mane)
- 2009: Sponsor (Teairra Marí feat. Gucci Mane & Soulja Boy)
- 2010: Countin’ Money (Bun B feat. Gucci Mane & Yo Gotti)
- 2010: Sex on My Money (John Brown feat. Gucci Mane)
- 2010: I Just Wanna Party (Yelawolf feat. Gucci Mane)
- 2011: Crazy (Gorilla Zoe feat. Gucci Mane)
- 2012: Boss Shit (Gage Gully feat. Gucci Mane & Young Scooter)
- 2016: Happy Hour (Joe feat. Gucci Mane)
- 2016: 2.7 zéro 10.17 (Kaaris feat. Gucci Mane)
- 2017: Perfect Pint (Mike Will Made It feat. Kendrick Lamar, Rae Sremmurd & Gucci Mane)
- 2018: Designer (Healthy Chill feat. YFN Lucci & Gucci Mane)
- 2019: Bricks (Spirit of Truth / Alex Veach feat. Rick Ross & Gucci Mane)
- 2019: Intro (Control the Streets, Vol. 2) (Quality Control feat. Gucci Mane)

## Statistik

### Chartauswertung
|                     | DE    | AT    | CH    | UK    | US     |
| ------------------- | ----- | ----- | ----- | ----- | ------ |
| Nummer-eins-Alben   | DE—DE | AT—AT | CH—CH | UK—UK | US—US  |
| Top-10-Alben        | DE—DE | AT—AT | CH—CH | UK—UK | US7US  |
| Alben in den Charts | DE—DE | AT—AT | CH1CH | UK1UK | US29US |

|                       | DE    | AT    | CH    | UK    | US     |
| --------------------- | ----- | ----- | ----- | ----- | ------ |
| Nummer-eins-Singles   | DE—DE | AT—AT | CH—CH | UK—UK | US1US  |
| Top-10-Singles        | DE1DE | AT—AT | CH1CH | UK1UK | US1US  |
| Singles in den Charts | DE3DE | AT3AT | CH5CH | UK9UK | US35US |

### Auszeichnungen für Musikverkäufe
| Goldene Schallplatte - Belgien - 2017: für die Single Black Beatles - Chile - 2017: für die Single Down - Dänemark - 2020: für die Single Fetish - 2020: für die Single Slippery - 2022: für die Single Champions - 2022: für die Single Wake Up in the Sky - Frankreich - 2018: für die Single Fetish - 2022: für die Single Wake Up in the Sky - 2024: für die Single Like That - Italien - 2017: für die Single Fetish - 2019: für die Single Slippery - 2024: für die Single Wake Up in the Sky - Kanada - 2017: für die Single Party - 2017: für die Single Down - Mexiko - 2020: für die Single Down - Neuseeland - 2018: für die Single Down - 2018: für die Single Both - 2023: für das Album Mr. Davis - 2025: für das Album Evil Genius - Polen - 2022: für die Single Like That - 2024: für die Single Fetish - Portugal - 2019: für die Single Black Beatles - 2022: für die Single Wake Up in the Sky - 2022: für die Single Fetish - 2022: für die Single Slippery - Schweden - 2022: für die Single Fetish - Spanien - 2017: für die Single Black Beatles - Vereinigte Staaten - 2022: für das Lied Anyway - 2022: für das Lied Realist In It - 2022: für das Lied Ugly - 2023: für das Lied Both Eyes Closed | Platin-Schallplatte - Australien - 2018: für die Single Party - 2019: für die Single Wake Up in the Sky - Dänemark - 2018: für die Single Black Beatles - Frankreich - 2017: für die Single Black Beatles - Italien - 2017: für die Single Black Beatles - Neuseeland - 2019: für die Single Party - 2019: für die Single Slippery - 2020: für die Single Fetish - 2020: für die Single I Get the Bag - Norwegen - 2017: für die Single Black Beatles - 2021: für die Single Fetish - Polen - 2024: für die Single Wake Up in the Sky - Schweden - 2018: für die Single Boom 2× Platin-Schallplatte - Australien - 2023: für die Single Like That - 2024: für die Single Fetish - Dänemark - 2021: für die Single En sang - Finnland - 2018: für die Single Black Beatles - Kanada - 2022: für die Single Fetish - Neuseeland - 2023: für die Single Wake Up in the Sky - Polen - 2021: für die Single Black Beatles | 3× Platin-Schallplatte - Australien - 2019: für die Single Black Beatles - Brasilien - 2023: für die Single Like That - Neuseeland - 2025: für die Single Black Beatles - Polen - 2021: für die Single Survive Diamantene Schallplatte - Brasilien - 2024: für die Single Black Beatles - 2024: für die Single Fetish |

Anmerkung: Auszeichnungen in Ländern aus den Charttabellen bzw. Chartboxen sind in ebendiesen zu finden.
| Land/RegionAuszeichnungen für Musikverkäufe (Land/Region, Auszeichnungen, Verkäufe, Quellen) | Silber     | Gold       | Platin       | Diamant     | Verkäufe   | Quellen              |
| -------------------------------------------------------------------------------------------- | ---------- | ---------- | ------------ | ----------- | ---------- | -------------------- |
| Australien (ARIA)                                                                            | —          | —          | 9× Platin9   | —           | 630.000    | aria.com.au          |
| Belgien (BRMA)                                                                               | —          | Gold1      | —            | —           | 15.000     | ultratop.be          |
| Brasilien (PMB)                                                                              | —          | —          | 3× Platin3   | 2× Diamant2 | 530.000    | pro-musicabr.org.br  |
| Chile (IFPI)                                                                                 | —          | Gold1      | —            | —           | 40.000     | Einzelnachweise      |
| Dänemark (IFPI)                                                                              | —          | 4× Gold4   | 3× Platin3   | —           | 450.000    | ifpi.dk              |
| Deutschland (BVMI)                                                                           | —          | 2× Gold2   | Platin1      | —           | 800.000    | musikindustrie.de    |
| Finnland (IFPI)                                                                              | —          | —          | 2× Platin2   | —           | 80.000     | Einzelnachweise      |
| Frankreich (SNEP)                                                                            | —          | 3× Gold3   | Platin1      | —           | 433.333    | snepmusique.com      |
| Italien (FIMI)                                                                               | —          | 3× Gold3   | Platin1      | —           | 150.000    | fimi.it              |
| Kanada (MC)                                                                                  | —          | 2× Gold2   | 2× Platin2   | —           | 240.000    | musiccanada.com      |
| Mexiko (AMPROFON)                                                                            | —          | Gold1      | —            | —           | 30.000     | amprofon.com.mx      |
| Neuseeland (RMNZ)                                                                            | —          | 4× Gold4   | 9× Platin9   | —           | 315.000    | radioscope.co.nz NZ2 |
| Norwegen (IFPI)                                                                              | —          | —          | 2× Platin2   | —           | 100.000    | ifpi.no              |
| Österreich (IFPI)                                                                            | —          | Gold1      | —            | —           | 15.000     | ifpi.at              |
| Spanien (Promusicae)                                                                         | —          | Gold1      | —            | —           | 20.000     | elportaldemusica.es  |
| Polen (ZPAV)                                                                                 | —          | 2× Gold2   | 6× Platin6   | —           | 350.000    | olis.pl              |
| Portugal (AFP)                                                                               | —          | 4× Gold4   | —            | —           | 20.000     | Einzelnachweise      |
| Schweden (IFPI)                                                                              | —          | Gold1      | Platin1      | —           | 80.000     | sverigetopplistan.se |
| Vereinigte Staaten (RIAA)                                                                    | —          | 20× Gold20 | 42× Platin42 | Diamant1    | 62.000.000 | riaa.com             |
| Vereinigtes Königreich (BPI)                                                                 | 7× Silber7 | 3× Gold3   | Platin1      | —           | 3.200.000  | bpi.co.uk            |
| Insgesamt                                                                                    | 7× Silber7 | 53× Gold53 | 83× Platin83 | 3× Diamant3 |            |                      |